# Roberto Cherro
Roberto Eugenio Cherro (* 23. Februar 1907 in Barracas, Buenos Aires; † 11. Oktober 1965 in Buenos Aires) war ein argentinischer Fußballspieler. Er nahm mit der argentinischen Nationalmannschaft an der Fußball-Weltmeisterschaft 1930 in Uruguay teil, wo die Gauchos erst im Endspiel an Gastgeber Uruguay scheiterten.

## Karriere

### Verein
In seiner Jugend spielte der in Barracas, einem Stadtviertel von Buenos Aires, geborene Robert Cherro, von vielen oft nur Cherro genannt, beim in Barracas ansässigen Club Sportivo Barracas. 1924 wurde der damals 17-jährige in den Profikader übernommen. Nach einem Jahr bei Sportivo wechselte er 1925 weiter zu Ferro Carril Oeste, einem Verein, der damals zu den besten in Argentinien gehörte. Wiederum nur ein Jahr später bekam er ein Angebot von den Boca Juniors, das er natürlich annahm. Mit dem Verein aus dem Armenviertel La Boca holte Cherro bereits in seiner ersten Saison seine erste Meisterschaft. In dieser Saison war er auch Torschützenkönig der argentinischen Liga. Dieses Kunststück konnte er in den Jahren 1928 und 1930 wiederholen. Bei den Boca Juniors bildete sich in den späten 1920er eine Mannschaft, die zu Beginn der 1930er den argentinischen Fußball beherrschen sollte. Neben Cherro spielten auch weitere Größen der damaligen Zeit wie Pedro Suárez, Francisco Varallo, Domingo Tarasconi und Ludovico Bidoglio in La Boca. Die Mannschaft holte ihre nächste Meisterschaft anno 1930, es folgte 1931 die Titelverteidigung. Erneut Meister wurde Cherro mit Boca Juniors 1934 und im Jahr darauf.
Drei Jahre später beendete Cherro seine Karriere im Alter von 31 Jahren.

### Nationalmannschaft

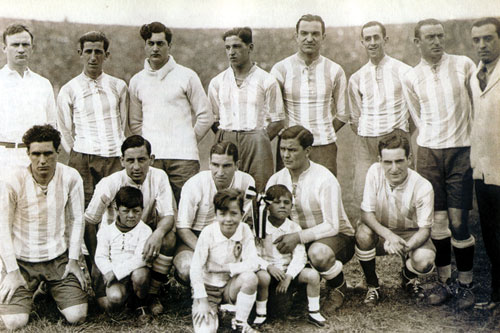
Argentinien Sieger der Copa América 1929 Hinten: Francisco Olazar, Juan Evaristo, Angel Bossio, Oscar Tarrio, Adolfo Zumelzu, Fernando Paternoster und Rodolfo Orlandini, J. J. Tramutola. Vorne: Carlos Peucelle, Antonio Rivarola, Manuel Ferreira, Manuel Seoane und Mario Evaristo.

Roberto Cherro kam zwischen 1926 und 1937 zu 16 Einsätzen in der argentinischen Fußballnationalmannschaft. Bei den Olympischen Spielen von Amsterdam 1928 war er dabei, scheiterte mit seiner Mannschaft jedoch im Endspiel an Uruguay. Ein Jahr darauf holten sich die Gauchos die Copa América. Bei dem Turnier 1929 erzielte Cherro im Spiel gegen Paraguay (Endstand: 4:1) ein Tor. Wiederum ein Jahr später wurde Cherro von Nationaltrainer Francisco Olazar für die Fußball-Weltmeisterschaft in Uruguay nominiert. Die Argentinier spielten ein gutes Turnier, erreichten durch Siege gegen Frankreich, Mexiko, Chile und die USA das Finale. Dort war jedoch Uruguay im Estadio Centenario eine Nummer zu groß. Die Celeste entschied das Duell der beiden Rivalen vom Río de la Plata mit 4:2 für sich. Cherro selbst wurde im Laufe des Turniers nur einmal eingesetzt, und zwar beim 1:0 im ersten Spiel gegen Frankreich. Am 5. Februar 1933 erzielte Cherro, eigentlich ein Mittelfeldspieler, alle vier Tore beim 4:1-Sieg gegen den amtierenden Weltmeister Uruguay. Seine Länderspielkarriere beendete Cherro nach 16 Einsätzen (13 Tore) 1937.